# Жабче (Староконстантиновский район)
Жабче (укр. Жабче) — село в Староконстантиновском районе Хмельницкой области Украины.
Население по переписи 2001 года составляло 339 человек. Почтовый индекс — 31115. Телефонный код — 3854. Занимает площадь 1,002 км². Код КОАТУУ — 6824283209.

## Местный совет
31127, Хмельницкая обл., Староконстантиновский р-н, с. Радковцы